# Kawasaki
 Ikke at forveksle med Kawasaki Heavy Industries.
Kawasaki (川崎市 Kawasaki-shi) er en by i Japan. Den ligger på sydsiden af øen Honshu mellem Tokyo og Yokohama. Byen har 1.539.522(2020) indbyggere og er den niende mest befolkede by i Japan. Byen er desuden tætbefolket med 9.901 indbyggere pr. km2. Den ligger i Kanagawa-præfekturet og udgør en del af Greater Tokyo og Keihin Industrial Area. 
Kawasaki er lokaliseret i et bælte der strækker sig omkring 30 km langs sydbredden af Tama River, som adskiller byen fra Tokyo. Den østlige del af bæltet er omkring JR Kawasaki Station, er flad og består primært af industriområder og tætbebyggede arbejderboligområder, den vestlige del ender i bjerge og har et mere forstadsagtigt præg. Kystlinjen langs Tokyobugten består primært af store industrikomplekser bygget på inddæmmet land.
Den vestlige del af Kawasaki er også kendt som Tama Hills og består primært af nyudviklede boligområder med forbindelse til Tokyo via. Odakyū Odawara Line og Tokyu Denentoshi Line. Området huser også adskillige universitetscampusser, forstadshandelskomplekser og lettere industrikomplekser.
Byens navn stammer fra 川 kawa = "flod" og 崎 saki = "lille halvø" eller "department".